# 1802 Чжан Хен
1802 Чжан Хен (1802 Zhang Heng) — астероїд головного поясу, відкритий 9 жовтня 1964 року.
Тіссеранів параметр щодо Юпітера — 3,307.
Названо на честь китайського астронома, математика, географа Чжан Хена (кит.: 張衡, 78 – 139).